# Der Wolf und der Mensch

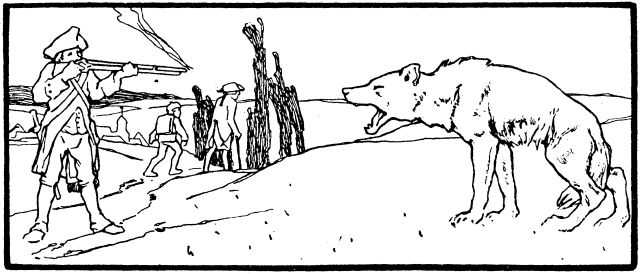
Illustration von Otto Ubbelohde, 1909

Der Wolf und der Mensch ist ein Tiermärchen (ATU 157). Es steht in den Kinder- und Hausmärchen der Brüder Grimm ab der 2. Auflage von 1819 an Stelle 72 (KHM 72).

## Inhalt
Der Fuchs erzählt dem Wolf von der Stärke des Menschen. Der Wolf glaubt es nicht. Der Fuchs zeigt ihm einen abgedankten Soldaten, „Das ist mal einer gewesen“, dann ein Schulkind, „Das will erst noch einer werden“, dann einen Jäger mit Doppelflinte. Der Fuchs zieht sich zurück, während der Wolf auf den Menschen losgeht. Der schießt ihm den Schrot ins Gesicht und schlägt ihn mit dem Hirschfänger, und er läuft heulend zum Fuchs zurück.

## Sprache
Der kurze Text enthält besonders viele wörtliche Reden: Erst meint der Wolf „wenn ich nur einmal einen Menschen zu sehen bekäme, ich wollte doch auf ihn losgehen“, zum Schluss erzählt er: „… da flog mirs um die Nase wie Blitz und Hagelwetter, und wie ich ganz nah war, da zog er eine blanke Rippe aus dem Leib, damit hat er so auf mich losgeschlagen, daß ich beinah tot wäre liegen geblieben.“ Der Fuchs antwortet „was du für ein Prahlhans (vgl. KHM 71) bist: du wirfst das Beil so weit, daß dus nicht wieder holen kannst.“

## Herkunft
Grimms Anmerkung notiert „Aus dem Paderbörnischen“ (von Familie von Haxthausen) und gibt eine Variante „aus Baiern“ wieder (von Ludwig Aurbacher; erhalten in Grimms Nachlass): Der Fuchs lässt den Wolf einen Husaren angreifen, der diesen mit dem Säbel zerfetzt. Der Wolf meint, er habe nicht zum Fressen kommen können, weil der ihn so mit seiner blanken Zunge geleckt habe. In „einem altdeutschen Gedicht aus dem 13ten Jahrh. (Kellers Erzählungen Nr. 528)“ will der Löwensohn ein Tier wissen, das stärker ist. Der Vater warnt ihn vor dem Mann, der den jungen Löwen mit langem „Zahn“ und „Rippe aus der Seite“ (Spieß und Schwert) niederschlägt. Sie nennen noch Haltrich Nr. 30, ein Gedicht Franz von Kobells „(München 1846 S. 81)“, Kölle Nr. 9 und ihre eigene Anmerkung zu KHM 48 Der alte Sultan.
Hans-Jörg Uther vergleicht Äsops verbreitete Fabel Der Jäger und der Tiger bei Avian und Babrios. Frühneuzeitliche Versionen deuten die Waffe stets wie hier als pars pro toto, wie auch Jacob Grimm 1834 in Reinhart Fuchs kommentiert. In KHM 75 Der Fuchs und die Katze ist der Fuchs das hochmütige Tier. Zum gefährlichen Menschen vgl. KHM 157 Der Sperling und seine vier Kinder.

## Interpretation und Vergleich
Die Wahrnehmung des Wolfes zeigt den Menschen als Wesen mit gleichsam göttlicher Macht. Blitze schleudern war das Merkmal antiker Obergottheiten wie Zeus oder Thor. Die Rippe aus dem Leib des Mannes erinnert an die biblische Genesis (Gen 2,21 ).
Die Charakteristik des Fuchses als listig und verschlagen ist sehr ähnlich in Der Wolf und der Fuchs (Nr. 73) und Der Fuchs und die Frau Gevatterin (Nr. 74). Der Wolf, der in bekannten Märchen wie Der Wolf und die sieben jungen Geißlein und Rotkäppchen vorkommt, ist gierig, aber auch plump und feige (Der alte Sultan, Der Wolf und der Fuchs).
Die Kinder- und Hausmärchen enthalten eine ganze Reihe kurzer fabel- oder schwankartiger Texte, die dazu zu dienen scheinen, einzelne Märchenwesen zu charakterisieren: Der Hund und der Sperling, Die drei Glückskinder, Der Fuchs und die Katze, Der Fuchs und die Gänse, Märchen von der Unke, Der Fuchs und das Pferd, Die Eule, Der Mond.